# Kantonale Volksabstimmung «Mehr fürs Velo»
Die Kantonale Volksabstimmung «Mehr fürs Velo» war eine Volksabstimmung im Schweizer Kanton Luzern, die am 13. Februar 2011 stattfand. Inhalt der Abstimmung war eine Gesetzesänderung, welche den Kanton verpflichtet alle nötigen Massnahmen zu ergreifen um den kantonalen Verkehr von Fahrrädern (schweizerdt. Velo) innerhalb der nächsten zehn Jahre zu verdoppeln.

## Hintergründe und Inhalt
Um den Veloverkehr zu fördern, gründeten die Vereine Pro Velo und VCS, das Unternehmen Velociped sowie die politischen Parteien der Grünen, Jungen Grünen, SP und Juso ein Initiativkomitee. Gemeinsam reichten sie am 27. April 2009 eine Volksinitiative ein, welche zum Ziel hatte den Anteil des im Kanton aufkommenden Verkehr durch Fahrräder zu verdoppeln. Auch wenn die eingereichte Initiative keine konkrete Gesetzesänderung über die Massnahmen vorsah, wurden vom Komitee zur Erreichung des Ziels empfohlen:
- Orte mit Unfallgefahr sicherer zu gestalten
- die Velorouten und Abstellplätze auszubauen
- die Benutzung des Velos durch Steuer-Abzugsmöglichkeiten zu fördern
- Motivationskampagnen an Schulen durchzuführen
- mehr Fördermittel für Bike and ride zur Verfügung zu stellen
- Unternehmen zu unterstützen, welche eine Veloförderung betreiben

Der Kantonsrat sprach sich am 13. September 2010 gegen die Initiative aus, da nach seiner Sicht bereits genügend für die Veloförderung getan wird und eine gesetzliche Regelung nicht nötig ist. Am 13. Februar 2011 kam es zur Volksabstimmung.

## Abstimmungsergebnis
Die Initiative wurde von allen Luzernern Wahlkreisen abgelehnt. Der Unterschied lag mit rund 30 % zwischen dem niedrigsten Ja-Stimmen-Anteil im Wahlkreis Entlebuch (20,92 %) und dem höchsten im Wahlkreis Luzern-Stadt (48,5 %) relativ hoch. Allgemein stimmten städtische Gebiete eher für die Initiative als die ländlichen. Im ganzen Kanton erreichte die Initiative eine Stimmbeteiligung von rund 50 % und wurde mit etwa 35 % Ja-Stimmen abgelehnt.
| Amt          | Stimmbeteiligung | Ja (Anzahl) | Nein (Anzahl) | Ja (Prozent) | Nein (Prozent) | Annahme |
| ------------ | ---------------- | ----------- | ------------- | ------------ | -------------- | ------- |
| Entlebuch    | 57,64 %          | 1'931       | 7'300         | 20,92 %      | 79,08 %        | Nein    |
| Hochdorf     | 48,77 %          | 6'800       | 13'598        | 33,34 %      | 66,66 %        | Nein    |
| Luzern-Land  | 49,12 %          | 11'453      | 19'900        | 36,53 %      | 63,47 %        | Nein    |
| Luzern-Stadt | 47,19 %          | 11'594      | 12'312        | 48,50 %      | 51,50 %        | Nein    |
| Sursee       | 49,97 %          | 7'192       | 15'289        | 31,99 %      | 68,01 %        | Nein    |
| Willisau     | 50,07 %          | 4'545       | 12'227        | 21,10 %      | 72,90 %        | Nein    |
| Total (6)    | 49,50 %          | 43'515      | 80'626        | 35,05 %      | 64,95 %        | Nein    |